# Villers-Écalles
Villers-Écalles település Franciaországban, Seine-Maritime megyében. Lakosainak száma 1716 fő (2022. január 1.). Villers-Écalles Mesnil-Panneville, Barentin, Bouville, Saint-Paër és Saint-Pierre-de-Varengeville községekkel határos.

## Népesség
A település népessége az elmúlt években az alábbi módon változott:
| Lakosok száma | 1777 | 1778 | 1795 | 1768 | 1769 | 1765 | 1753 | 1734 | 1716 |
|               | 2013 | 2015 | 2016 | 2017 | 2018 | 2019 | 2020 | 2021 | 2022 |